# أتيلا دوبوس
أتيلا دوبوس (بالمجرية: Dobos Attila)‏ هو لاعب كرة قدم مجري، ولد في 24 نوفمبر 1978 في ميشكولتس في المجر. لعب مع نادي بودابست هونفيد ونادي ديوسجوري.